# Macchambes Younga-Mouhani
Macchambes Younga-Mouhani (ur. 1 sierpnia 1974 w Loubomo) – piłkarz kongijski grający na pozycji defensywnego pomocnika.

## Kariera klubowa
Karierę piłkarską Younga-Mouhani rozpoczął w klubie Diables Noirs ze stolicy kraju Brazzaville. W 1992 roku zadebiutował w jego barwach w kongijskiej pierwszej lidze. W debiutanckim sezonie wywalczył z nim mistrzostwo Konga.
W 1994 roku Younga-Mouhani wyjechał do Niemiec i został zawodnikiem GFC Düren 09. Grał w nim do 1995 roku i wtedy też przeszedł do pierwszoligowej Borussii Mönchengladbach. W Bundeslidze zadebiutował 4 maja 1996 w przegranym 1:2 domowym meczu z Karlsruher SC. W barwach Borussii rozegrał łącznie 2 ligowe mecze.
Latem 1996 roku Younga-Mouhani został zawodnikiem Fortuny Düsseldorf. Swój debiut w nowym klubie zanotował 30 listopada 1996 w spotkaniu z Werderem Brema (4:1). Na koniec sezonu 1996/1997 spadł z Fortuną do drugiej ligi. W Fortunie grał do końca 1997 roku.
Na początku 1998 roku Younga-Mouhani przeszedł do Fortuny Köln. Zadebiutował w niej 25 lipca 1997 w przegranym 2:3 wyjazdowym meczu z Eintrachtem Frankfurt. W Fortunie spędził 2,5 roku.
W 2000 roku Younga-Mouhani został piłkarzem występującego w Regionallidze, SV Wacker Burghausen. W 2002 roku awansował z nim do 2. Bundesligi, a w 2005 roku odszedł do Rot-Weiss Essen. W 2006 roku wywalczył z klubem z Essen awans do drugiej ligi. W 2007 roku ponownie zmienił klub i podpisał kontrakt z Unionem Berlin. W latach 2009–2011 grał w nim w drugiej lidze Niemiec. W 2011 roku został piłkarzem amatorskiego FC Wegberg-Beeck.
| Sezon   | Klub                     | Kraj   | Rozgrywki            | Mecze | Bramki |
| ------- | ------------------------ | ------ | -------------------- | ----- | ------ |
| 1992    | Diables Noirs            | Kongo  | Championnat National | ?     | ?      |
| 1993    | Diables Noirs            | Kongo  | Championnat National | ?     | ?      |
| 1993/94 | GFC Düren 09             | Niemcy | Oberliga             | ?     | ?      |
| 1994/95 | GFC Düren 09             | Niemcy | Oberliga             | ?     | ?      |
| 1995/96 | Borussia Mönchengladbach | Niemcy | Bundesliga           | 2     | 0      |
| 1996/97 | Fortuna Düsseldorf       | Niemcy | Bundesliga           | 19    | 2      |
| 1997/98 | Fortuna Düsseldorf       | Niemcy | 2. Bundesliga        | 10    | 1      |
| 1997/98 | Fortuna Köln             | Niemcy | 2. Bundesliga        | 17    | 6      |
| 1998/99 | Fortuna Köln             | Niemcy | 2. Bundesliga        | 29    | 9      |
| 1999/00 | Fortuna Köln             | Niemcy | 2. Bundesliga        | 25    | 4      |
| 2000/01 | Wacker Burghausen        | Niemcy | Regionalliga         | 14    | 3      |
| 2001/02 | Wacker Burghausen        | Niemcy | Regionalliga         | 30    | 7      |
| 2002/03 | Wacker Burghausen        | Niemcy | 2. Bundesliga        | 30    | 9      |
| 2003/04 | Wacker Burghausen        | Niemcy | 2. Bundesliga        | 31    | 4      |
| 2004/05 | Wacker Burghausen        | Niemcy | 2. Bundesliga        | 24    | 5      |
| 2005/06 | Rot-Weiss Essen          | Niemcy | Regionalliga         | 31    | 10     |
| 2006/07 | Rot-Weiss Essen          | Niemcy | 2. Bundesliga        | 20    | 4      |
| 2007/08 | Union Berlin             | Niemcy | Regionalliga         | 27    | 3      |
| 2008/09 | Union Berlin             | Niemcy | 3. Liga              | 36    | 5      |
| 2009/10 | Union Berlin             | Niemcy | 2. Bundesliga        | 27    | 0      |
| 2010/11 | Union Berlin             | Niemcy | 2. Bundesliga        | 14    | 0      |
| 2011/12 | FC Wegberg-Beeck         | Niemcy | Mittelrheinliga      | 16    | 5      |

## Kariera reprezentacyjna
W reprezentacji Konga Younga-Mouhani zadebiutował 30 sierpnia 1992 roku w wygranym 2:0 meczu kwalifikacji do Pucharu Narodów Afryki 1994 z Czadem, rozegranym w Brazzaville. W 2000 roku został powołany do kadry na Puchar Narodów Afryki 2000. Na tym turnieju rozegrał dwa mecze: z Marokiem (0:1) i z Nigerią (0:0). Od 1992 do 2000 wystąpił w kadrze narodowej 17 razy i strzelił 4 gole.